# Финогеева, Елена Владимировна
Елена Владимировна Финогеева (род. 22 марта 1958 года, г. Раменское, Московская область, СССР) — советская и российская актриса театра и кино.

## Биография
Родилась в 1958 году в городе Раменское Московской области.
В 1981 году окончила Всесоюзный государственный институт кинематографии (мастерская Сергея Бондарчука и Ирины Скобцевой).
Ещё будучи студенткой, по рекомендации Сергея Бондарчука, получила свою первую кинороль — в биографической драме Саввы Кулиша «Взлёт» она сыграла Любу — дочь Циолковского, которого играл Евгений Евтушенко, и игра актрисы была сразу отмечена режиссёром:

Елена приехала на репетицию в Малый Ярославец, мы снимали одну из первых сцен — ярмарку, она сидела на бочке, не подходя ни к кому, и наблюдала. Лицо её мгновенно менялось, жило, она проигрывала за каждого роль — плакала, негодовала, смеялась… Мы утвердили её, она была из нашей «футбольной команды» — она не пыталась играть Любу, она временами, когда выходило, была ею. Она сыграла Любу, которая стала Любовью Константиновной, сделав это с огромной искренностью и, уверен, несомненным талантом. Крупное, настоящее дарование Елены Финогеевой несомненно.— режиссёр фильма «Взлёт» Савва Кулиш, «Искусство кино», 1980, № 12
С 1981 года — актриса Театра-студии киноактёра.
Уже через пять лет, сыграв несколько главных ролей, стала известна:

Её портрет на обложке одного из журналов привлек мое внимание. В небольшой заметке говорилось, что Лену «заметили уже на первом курсе ВГИКа». … Впрочем, речь идет не о пальме первенства, а о достаточно быстро раскрывшейся актёрской индивидуальности, нашедшей в искусстве свою интонацию, свой голос. Ей чужда была легкость в работе: добилась и успокоилась. Настойчиво закрепляла найденное, совершенствуя свое мастерство. Елена с завидным упорством шла к сложным психологическим решениям в ролях. И все это было основательно, до мелочей выверено, глубоко. Она сама, не преподаватели, не режиссёры, — именно сама себя «заметила» и выковала свой актёрский дар.
Серьёзным этапом в творчестве Финогеевой стали главные роли в фильме «Шурочка», снятом по «Поединку» А. Куприна, и в экранизации «Обрыва» И. Гончарова, где она сыграла Веру Бережкову. По сути. персонажи Е. Финогеевой оказались своего рода нравственным катализатором этих лент, их эмоциональным центром.
— Ирина Скобцева — Елена Финогеева // «Советский экран», № 3, 1985
В 1989 году Финогеева снялась в фильме «Морской волк», исполнив единственную женскую роль в фильме — Мод Брустер.
В 1990-е годы ей доставались преимущественно эпизодические роли, а с 2000-х снимается в основном в сериалах.

## Семья
Отец – Владимир Ильич Финогеев (1929—2020) – участник Великой Отечественной войны, десантник, Почётный гражданин города Раменское. В 1950-е годы преподавал в Московском областном техникуме физкультуры.
Муж — Леонид Раков, погиб в 1991 году. Дочь Нина Ракова (род. 1986), актриса. Снималась вместе с матерью в нескольких фильмах, например в фильме «Звезда эпохи» мать и дочь сыграли жену и дочь маршала Рокоссовского.

## Фильмография
- 1979 Взлёт — Люба, дочь Циолковского, революционерка
- 1979 Подготовка к экзамену — Катя, десятиклассница
- 1982 Красные колокола — Александра Коллонтай
- 1982 Всё могло быть иначе — Лиза, актриса
- 1982 Кто стучится в дверь ко мне? — театральная актриса, коллега Геры
- 1982 Сказки… сказки… сказки старого Арбата — девушка
- 1982 Шурочка — Шурочка
- 1983 Обрыв — Вера Бережкова
- 1983 Тайна виллы «Грета» — Каролина, дочь Окореса
- 1984 Второй раз в Крыму — Лусия
- 1984 Граждане Вселенной — Вера Владимировна, мама Димы Голованова
- 1984 Загадка Кальмана — эпизод
- 1984 Позывные «Вершина»
- 1984 У призраков в плену — Мария
- 1985 Искушение Дон-Жуана — Анна
- 1985 Легенда о бессмертии — Тереза
- 1987 Запомните меня такой — Ася, жена Киреева
- 1988 Новые приключения янки при дворе короля Артура — королева Гиневра
- 1989 Грань — Вероника (главная роль)
- 1989 Прямая трансляция — Шмелёва
- 1990 Морской волк — Мод Брустер
- 1990 Украинская вендетта — Ульяна
- 1992 Жестокий спрос
- 1992 Ключ — мадам Фишер
- 1993 Бездна, круг седьмой — хозяйка галереи
- 1993 Пруссак (короткометражный)
- 1993 Рядовой случай (не был завершен)
- 1994 Незабудки — Софья (Суламифь) Михайловна, мать Тани
- 1995 Дом — Ирина Прозорова
- 1995 Квадрат — Марина
- 1996 Дети пробуждаются рано...
- 1996 Кафе «Клубничка»
  - Бес в ребро | 1-я серия — Галина Васильевна
  - Мнимый больной | 4-я серия — Галина Васильевна
  - Живая рыба | 10-я серия — врач
  - Свидание | 121-я серия — Галина Васильевна
  - Чайник | 122-я серия — врач
  - Уловка | 129-я серия — Галя
  - Соревнование | 148-я серия — Галина Васильевна
- 1999 Директория смерти
  - «Урия» | новелла 11 — Урия
- 1999 Женщин обижать не рекомендуется — эпизод
- 2000 Доктор Андерсен (короткометражный)
- 2001 Интересные мужчины — мать Саши
- 2001 Крот — эпизод
- 2001 Московские окна — Светлана Терехова
- 2001 На углу у Патриарших-2 — нотариус
- 2001 Нина. Расплата за любовь — секретарша
- 2001 Пятый угол — жена Пестрова (главная роль)
- 2002 Две судьбы — судья (нет в титрах)
- 2002 Жизнь и смерть Петра Аркадьевича Столыпина (документальный) — императрица Александра Фёдоровна
- 2003 Даша Васильева. Любительница частного сыска-1 | фильм 3 «Дантисты тоже плачут» — Роза
- 2005 Звезда эпохи — жена Рокоссовского
- 2006 Слабости сильной женщины — мама Мити
- 2007 Агентство Алиби | 60-я серия «Мемориальная квартира»
- 2007 Громовы. Дом надежды — Ирина, дочь Валишевской
- 2007 Невечерняя (не был завершен)
- 2007 От любви до кохання — Зоя Владимировна, мать Андрея
- 2009 Братья Карамазовы — старшая тётка Катерины
- 2009 Мой — эпизод
- 2010 Иванов — эпизод
- 2011 Бежать — Екатерина Борисовна, жертва банды
- 2011 Группа счастья | 3-я серия — Елена, жена Юрия
- 2011 Любовь из прошлого — Антонина
- 2011 Москва. Три вокзала | 30-я серия «Окончательный диагноз» — Лариса Викторовна, мать Валеры Дробота
- 2011 Пандора — Антонина Викторовна, мать Насти
- 2011 Побег-2 — эпизод
- 2011 Полиция Хоккайдо. Русский отдел — Зина
- 2012 В зоне риска — красавица
- 2012 Дорога на остров Пасхи — Антонина Егоровна, жена Краснова
- 2014 Умельцы (телесериал) — Анастасия Глинская, первая жена Глинского
- 2014 С Восьмым марта, мужчины! — мать Орлова
- 2014 Слабая женщина — Ираида Васильевна
- 2014-15 Чужое гнездо — Надежда Андреевна
- 2015 Маргарита Назарова (телесериал) — мама Маргариты Назаровой
- 2016 Отражение радуги — Анна Ивановна Кравец, профессор математики
- 2019 Текст — мать Петра Хазина
- 2020 Склифосовский (8 сезон) — Оболенская
- 2020 Текст. Реальность — мать Петра Хазина
- 2022 Лэйт Найт Скул — завуч